# Lista filmelor de groază cu cele mai mari încasări
Aceasta este o listă a filmelor de groază cu cele mai mari încasări.

## Top 50 filme de groază cu cele mai mari încasări
| Loc | Film                                  | Încasări     | An   | Franciză               | Studio                            | Ref    |
| --- | ------------------------------------- | ------------ | ---- | ---------------------- | --------------------------------- | ------ |
| 1   | It                                    | $700.381.748 | 2017 | It                     | New Line Cinema                   | [ 1 ]  |
| 2   | The Sixth Sense                       | $672.806.292 | 1999 | N/A                    | Hollywood Pictures                | [ 2 ]  |
| 3   | War of the Worlds                     | $591.745.540 | 2005 | The War of the Worlds  | Amblin Entertainment              | [ 3 ]  |
| 4   | I Am Legend                           | $585.349.010 | 2007 | I Am Legend            | Village Roadshow Pictures         | [ 4 ]  |
| 5   | World War Z                           | $540.007.876 | 2013 | World War Z            | Skydance Productions              | [ 5 ]  |
| 6   | Meg                                   | $530.243.742 | 2018 | The Meg                | Warner Bros. Pictures             | [ 6 ]  |
| 7   | Godzilla                              | $529.076.069 | 2014 | Godzilla               | Legendary Pictures                | [ 7 ]  |
| 8   | It Chapter Two †                      | $473.093.228 | 2019 | It                     | Warner Bros. Pictures             | [ 8 ]  |
| 9   | Jaws                                  | $470.653.000 | 1975 | Jaws                   | Universal Pictures                | [ 9 ]  |
| 10  | The Exorcist                          | $441.306.145 | 1973 | The Exorcist           | Hoya Productions                  | [ 10 ] |
| 11  | The Mummy Returns                     | $433.013.274 | 2001 | The Mummy              | Universal Pictures                | [ 11 ] |
| 12  | The Mummy                             | $415.933.406 | 1999 | The Mummy              | Universal Pictures                | [ 12 ] |
| 13  | The Mummy                             | $409.231.607 | 2017 | The Mummy              | Universal Pictures                | [ 13 ] |
| 14  | Signs                                 | $408.247.917 | 2002 | N/A                    | Blinding Edge Pictures            | [ 14 ] |
| 15  | Prometheus                            | $403.354.469 | 2012 | Alien                  | Scott Free Productions            | [ 15 ] |
| 16  | The Mummy: Tomb of the Dragon Emperor | $401.128.639 | 2008 | The Mummy              | Universal Pictures                | [ 16 ] |
| 17  | Godzilla: King of the Monsters        | $385.900.138 | 2019 | Godzilla               | Legendary Pictures                | [ 17 ] |
| 18  | Godzilla                              | $379.014.294 | 1998 | Godzilla               | Centropolis Entertainment         | [ 18 ] |
| 19  | The Nun                               | $365.550.119 | 2018 | The Conjuring Universe | New Line Cinema                   | [ 19 ] |
| 20  | Hannibal                              | $351.692.268 | 2001 | Hannibal Lecter        | Dino De Laurentiis Company        | [ 20 ] |
| 21  | A Quiet Place                         | $340.939.361 | 2018 | N/A                    | Platinum Dunes                    | [ 21 ] |
| 22  | The Conjuring 2                       | $320.392.818 | 2016 | The Conjuring Universe | New Line Cinema                   | [ 19 ] |
| 23  | The Conjuring                         | $319.494.638 | 2013 | The Conjuring Universe | New Line Cinema                   | [ 19 ] |
| 24  | Resident Evil: The Final Chapter      | $312.242.626 | 2017 | Resident Evil          | Constantin Film                   | [ 22 ] |
| 25  | Annabelle: Creation                   | $306.515.884 | 2017 | The Conjuring Universe | New Line Cinema                   | [ 19 ] |
| 26  | Van Helsing                           | $300.257.475 | 2004 | Dracula                | Sommers Company / Stillking Films | [ 23 ] |
| 27  | Resident Evil: Afterlife              | $300.228.084 | 2010 | Resident Evil          | Constantin Film                   | [ 24 ] |
| 28  | Shutter Island                        | $294.804.195 | 2010 | Shutter Island         | Phoenix Pictures                  | [ 25 ] |
| 29  | Split                                 | $278.454.358 | 2017 | Unbreakable            | Blinding Edge Pictures            | [ 26 ] |
| 30  | Scary Movie                           | $278.019.771 | 2000 | Scary Movie            | Dimension Films                   | [ 27 ] |
| 31  | The Silence of the Lambs              | $272.742.922 | 1991 | Clarice Starling       | Strong Heart/Demme Production     | [ 28 ] |
| 32  | Annabelle                             | $257.047.661 | 2014 | The Conjuring Universe | New Line Cinema                   | [ 19 ] |
| 33  | The Village                           | $256.697.520 | 2004 | N/A                    | Blinding Edge Pictures            | [ 29 ] |
| 34  | Halloween                             | $255.498.536 | 2018 | Halloween              | Blumhouse Productions             | [ 30 ] |
| 35  | Get Out                               | $255.407.663 | 2017 | N/A                    | Blumhouse Productions             | [ 31 ] |
| 36  | Us                                    | $254.732.150 | 2019 | N/A                    | Monkeypaw Productions             | [ 32 ] |
| 37  | The Blair Witch Project               | $248.639.099 | 1999 | Blair Witch            | Haxan Films                       | [ 33 ] |
| 38  | The Ring                              | $248.218.486 | 2002 | The Ring               | DreamWorks Pictures               | [ 34 ] |
| 39  | Unbreakable                           | $248.118.121 | 2000 | Unbreakable            | Blinding Edge Pictures            | [ 35 ] |
| 40  | Glass                                 | $246.985.576 | 2019 | Unbreakable            | Blinding Edge Pictures            | [ 36 ] |
| 41  | Dark Shadows                          | $245.527.149 | 2012 | Dark Shadows           | Village Roadshow Pictures         | [ 37 ] |
| 42  | Alien: Covenant                       | $240.891.763 | 2017 | Alien                  | 20th Century Fox                  | [ 38 ] |
| 43  | Resident Evil: Retribution            | $240.004.424 | 2012 | Resident Evil          | Constantin Film                   | [ 39 ] |
| 44  | Constantine                           | $230.884.728 | 2005 | Hellblazer             | Warner Bros. Pictures             | [ 40 ] |
| 45  | Annabelle Comes Home                  | $228.552.591 | 2019 | The Conjuring Universe | New Line Cinema                   | [ 41 ] |
| 46  | Interview with the Vampire            | $223.664.608 | 1994 | The Vampire Chronicles | The Geffen Film Company           | [ 42 ] |
| 47  | Scary Movie 3                         | $220.673.217 | 2003 | Scary Movie            | Dimension Films                   | [ 43 ] |
| 48  | Dracula Untold                        | $217.124.280 | 2014 | Dracula                | Universal Pictures                | [ 44 ] |
| 49  | Bram Stoker's Dracula                 | $215.862.692 | 1992 | Dracula                | American Zoetrope                 | [ 45 ] |
| 50  | End of Days                           | $211.989.043 | 1999 | N/A                    | Beacon Pictures                   | [ 46 ] |

## Filmele de groază cu cele mai mari încasări după an
| An        | Film                                          | Încasări totale              | Ref    |
| --------- | --------------------------------------------- | ---------------------------- | ------ |
| 2019      | It Chapter Two                                | $473.093.228                 | [ 8 ]  |
| 2018      | Meg                                           | $530.243.742                 | [ 6 ]  |
| 2017      | It                                            | $700.381.748                 | [ 1 ]  |
| 2016      | The Conjuring 2                               | $320.392.818                 | [ 19 ] |
| 2015      | Goosebumps                                    | $150.170.815                 | [ 47 ] |
| 2014      | Godzilla                                      | $529.076.069                 | [ 7 ]  |
| 2013      | World War Z                                   | $540.007.876                 | [ 5 ]  |
| 2012      | Prometheus                                    | $403.354.469                 | [ 15 ] |
| 2011      | Paranormal Activity 3                         | $207.039.844                 | [ 48 ] |
| 2010      | Shutter Island                                | $294.804.195                 | [ 25 ] |
| 2009      | Paranormal Activity                           | $194.183.034                 | [ 49 ] |
| 2008      | The Mummy: Tomb of the Dragon Emperor         | $401.128.639                 | [ 11 ] |
| 2007      | I Am Legend                                   | $585.349.010                 | [ 4 ]  |
| 2006      | Scary Movie 4                                 | $178.262.620                 | [ 50 ] |
| 2005      | War of the Worlds                             | $591.745.540                 | [ 3 ]  |
| 2004      | Van Helsing                                   | $300.257.475                 | [ 23 ] |
| 2003      | Scary Movie 3                                 | $220.673.217                 | [ 43 ] |
| 2002      | Signs                                         | $408.247.917                 | [ 14 ] |
| 2001      | The Mummy Returns                             | $433.013.274                 | [ 11 ] |
| 2000      | Scary Movie                                   | $278.019.771                 | [ 27 ] |
| 1999      | The Sixth Sense                               | $672.806.292                 | [ 2 ]  |
| 1998      | Godzilla                                      | $379.014.861                 | [ 18 ] |
| 1997      | Scream 2                                      | $172.363.301                 | [ 51 ] |
| 1996      | Scream                                        | $173.046.663                 | [ 52 ] |
| 1995      | Godzilla vs. Destoroyah                       | $42.000.000                  |        |
| 1994      | Interview with the Vampire                    | $223.664.608                 | [ 53 ] |
| 1993      | Hocus Pocus                                   | $39.514.713                  | [ 54 ] |
| 1992      | Bram Stoker's Dracula                         | $215.862.692                 | [ 55 ] |
| 1991      | The Silence of the Lambs                      | $272.742.922                 | [ 56 ] |
| 1990      | Predator 2                                    | $57.120.318                  | [ 57 ] |
| 1989      | Pet Sematary                                  | $57.469.467                  | [ 58 ] |
| 1988      | A Nightmare on Elm Street 4: The Dream Master | $49.369.899                  | [ 58 ] |
| 1987      | Predator                                      | $98.300.000                  |        |
| 1986      | Aliens                                        | $183.300.000                 |        |
| 1985      | Day of the Dead                               | $34.000.000                  |        |
| 1984      | Gremlins                                      | $212.000.000                 |        |
| 1983      | Jaws 3-D                                      | $88.000.000                  |        |
| 1982      | Poltergeist                                   | $121.000.000                 |        |
| 1981      | An American Werewolf In London                | $62.000.000                  |        |
| 1980      | Friday the 13th                               | $59.800.000                  |        |
| 1979      | Alien                                         | $203.600.000                 |        |
| 1978      | Jaws 2                                        | $208.000.000                 |        |
| 1977      | Exorcist II: The Heretic                      | $30.700.000                  |        |
| 1976      | The Omen                                      | $60.922.980                  | [ 58 ] |
| 1975      | Jaws                                          | $470.700.000                 |        |
| 1974      | Young Frankenstein                            | $86.200.000                  |        |
| 1973      | The Exorcist                                  | $441.300.000                 |        |
| 1969–1972 | Filme cu Godzilla                             | $20.000.000+ fiecare (medie) | [ 59 ] |
| 1968      | Night of the Living Dead                      | $30.087.064                  | [ 60 ] |
| 1954–1967 | Filme cu Godzilla                             | $10.000.000+ fiecare (medie) | [ 61 ] |

## Legături externe
- Top 25 Highest Grossing Horror Movies Worldwide at IMDb

## Vezi și
- Lista filmelor cu cele mai mari încasări
- Lista filmelor fantastice cu cele mai mari încasări
- Lista filmelor științifico-fantastice cu cele mai mari încasări
- Lista filmelor cu supereroi cu cele mai mari încasări